# Fonds européen d'orientation et de garantie agricole
Le fonds européen d'orientation et de garantie agricole ou FEOGA était jusqu'en 2007 le principal instrument financier permettant de mettre en œuvre la politique agricole commune. Il est remplacé en partie par le FEAGA, le FEADER et le FEAMPA.

## Composition
Créé en même temps que la PAC en 1962, il s'est constitué en 1964 de deux sections : la section « Garantie », et la section « Orientation ».
La section « garantie » finance principalement la politique des marchés et des prix (Organisations communes de marché). Cela inclut :
- les restitutions à l'exportation vers les pays tiers ;
- les interventions destinées à la régularisation des marchés agricoles ;
- la contribution financière de la Communauté à des actions vétérinaires ponctuelles, à des actions de contrôle dans le domaine vétérinaire et à des programmes d'éradication et de surveillance des maladies animales (mesures vétérinaires) de même qu'à des actions phytosanitaires ;
- les actions d'information sur la politique agricole commune ;
- l'aide à la préretraite ;
- les mesures de reboisement des terres agricoles ;
- certaines mesures relatives à l'exploitation des ressources halieutiques.
- les mesures d'aide à l'investissement dans le domaine agro-alimentaire.

La section « orientation » encourage les investissements favorables au développement rural :
- promotion, labellisation et investissements en faveur des produits du terroir de qualité ;
- amélioration des infrastructures rurales ; rénovation et développement des villages, protection du patrimoine rural et de l'environnement ;
- ingénierie financière ;
- activités forestières ;
- recherche et développement des techniques agricoles et sylvicoles ;
- formation professionnelle des exploitants agricoles ;
- amélioration des conditions de vie.

Il finance aussi les projets LEADER+.
Depuis le 1er janvier 2007, le FEOGA n'existe plus en tant que tel, ses deux sections étant devenues autonomes à travers le FEAGA (Fonds européen agricole de garantie) pour la section garantie et le FEADER (Fonds européen agricole pour le développement rural) pour la section orientation.

## Fonctionnement
Le FEOGA est géré par la Commission européenne, Direction générale de l'Agriculture et rassemble tous les crédits consacrés à la PAC. La Commission et les États membres coopèrent dans l'administration du fonds. Dans chaque pays, les autorités nationales compétentes sélectionnent les projets, en partenariat avec la Commission européenne, et gèrent les crédits du FEOGA . Des comités de suivi composés de représentants aux niveaux régional, national et communautaire sont responsables du suivi et de l'évaluation intermédiaire de toute action.
Ainsi, des organismes nationaux financent les dépenses avant d'être remboursés par la Commission.
En 1989, la Commission fournit chaque année au Parlement européen et au Conseil européen un rapport financier sur les activités du FEOGA.

## Budget
Environ 4,3 milliards d'euros ont été alloués annuellement aux mesures de développement rural et d'accompagnement pour la période 2000-2006.

## Compléments